# 圧縮力

矢印

圧縮力（あっしゅくりょく、英: compressive force）は物体を押し潰そうとする力。対義語は引張力（ひっぱりりょく）。圧縮荷重とも呼称される。長柱形状物に圧縮力が加わる場合には座屈を生じ、破壊につながる場合もある。